# زبزيط الزاوية (أهل الربع)
زبزيط الزاوية هو دُوَّار يقع بجماعة راس القصر، إقليم جرسيف، جهة الشرق في المملكة المغربية. ينتمي الدوّار لمشيخة أهل الربع التي تضم 6 دواوير. يقدر عدد سكانه بـ 464 نسمة حسب الإحصاء الرسمي للسكان والسكنى لسنة 2004.

## روابط خارجية
- البوابة الوطنية للجماعات الترابية نسخة محفوظة 12 مارس 2018 على موقع واي باك مشين.
- المندوبية السامية للتخطيط